# Królewski Bukowiec
Królewski Bukowiec – przysiółek wsi Lipia Góra Mała w Polsce położona w województwie pomorskim, w powiecie starogardzkim, w gminie Zblewo na Kociewiu. 
W latach 1975–1998 miejscowość administracyjnie należała do województwa gdańskiego.